# Virachola maseas
Virachola maseas är en fjärilsart som beskrevs av Hans Fruhstorfer 1912. Virachola maseas ingår i släktet Virachola och familjen juvelvingar. Inga underarter finns listade i Catalogue of Life.